# Max Martin
Karl Martin Sandberg (Estocolmo; 26 de febrero de 1971), más conocido como Max Martin, es un compositor y productor musical sueco, reconocido por lanzar al estrellato a artistas pop como el grupo Backstreet Boys, la cantante solista Britney Spears y otros artistas de los años 1990 y de comienzos del tercer milenio. También ha colaborado con artistas en sus álbumes como Katy Perry, Avril Lavigne, Nicki Minaj, Pink, Usher, Adele, Taylor Swift, Celine Dion, Selena Gomez, Demi Lovato, Justin Bieber, Ed Sheeran y Ariana Grande. Es considerado uno de los compositores y productores más prestigiosos de la industria musical.
A finales de los años 1990, Max Martin encabezó la reactivación del pop adolescente, elaborando una serie de éxitos mundiales para Britney Spears, NSYNC y Backstreet Boys, entre otros. Durante la década de 2000 modificó su estilo de sonido, abarcando el uso de guitarras y melodías pop rock en sus producciones escribiendo éxitos como It's My Life de Bon Jovi, Since U Been Gone de Kelly Clarkson, I Kissed a Girl y Hot N Cold de Katy Perry, Beauty and a Beat de Justin Bieber y Nicki Minaj y su última participación con Ed Sheeran en Thinking out loud.
Hasta la actualidad Max Martin ha figurado en los créditos de escritura y/o producción de 25 éxitos N.º 1 en la Billboard Hot 100, el principal ranking de sencillos de Estados Unidos. Al respecto, el primero de ellos fue «...Baby One More Time» de Britney Spears, en 1999, mientras que el último fue «We Can't Be Friends (Wait for Your Love)» de Ariana Grande en 2024, convirtiéndolo de esta manera en uno de los letristas y productores más exitosos y prestigiosos de la industria de la música contemporánea.

## Biografía
Max Martin nació el 26 de febrero de 1971 en Stenhamra, un suburbio de Estocolmo. Cuando era adolescente, cantó en varias bandas antes de formar un grupo de estilo glam-metal con sus amigos, llamado It's Alive.
A finales de 1998 Max Martin finalmente asumió la dirección musical y se asoció con el entonces escritor y productor Rami para trabajar en el álbum debut de Britney Spears: ...Baby One More Time, que terminó por ser lanzado en 1999 y por convertir a la cantante estadounidense en todo un fenómeno pop internacional. El primer sencillo del álbum, "...Baby One More Time", se convirtió en su primer éxito N.º 1 en la Billboard Hot 100 de Estados Unidos, al que posteriormente le siguió el éxito top 10 "(You Drive Me) Crazy". Con todo, 1999 fue un año clave en su carrera: trabajó con Céline Dion y Bryan Adams y en Millenium de los Backstreet Boys, el álbum que respaldó con varias de sus melodías, entre ellas "I Want It That Way" y "Show Me the Meaning of Being Lonely", se convirtió, a nivel mundial, en el álbum más vendido de ese año.
Con sus canciones dominando fuertemente las radios, en 1999 Max Martin ganó el premio ASCAP como Compositor del Año, logro que repitió en el año 2000 gracias a su trabajo en Oops!... I Did It Again de Britney Spears, Black & Blue de los Backstreet Boys y su coescritura de "It's My Life" de Bon Jovi. A finales de 2000, Max Martin cerró el Estudio Cheiron, desintegrando a sus equipos de escritores de canciones y abrió una nueva instalación en Estocolmo junto con Rami. El primer gran proyecto en su nueva etapa fue el tercer álbum de estudio de Britney Spears: Britney, el cual fue lanzado en 2001. A ello le siguió un nuevo trabajo con Céline Dion y una asociación con Kelly Clarkson en el 2004, año en el que respaldó su álbum Breakaway, del que se desprendió el éxito "Since U Been Gone".

## Números 1 en laBillboardHot 100
Durante su carrera, Max Martin ha conseguido que veintisiete canciones lanzadas como sencillos en las que ha figurado en los créditos de escritura y/o producción, se conviertan en éxitos N.º 1 en la lista semanal Billboard Hot 100, la más importante de Estados Unidos. De esta manera, Martin es el segundo compositor con más números uno en la historia de la lista, habiendo pasado a John Lennon (26) y siendo superado solo por Paul McCartney (32). Al respecto y por orden cronológico en el que se convirtieron en tal, las veintiséis canciones en cuestión son:
- 1999: «...Baby One More Time» de Britney Spears[4]
- 2000: «It's Gonna Be Me» de NSYNC[4]
- 2008: «I Kissed a Girl» de Katy Perry[4]
- 2008: «So What» de Pink[4]
- 2009: «My Life Would Suck Without You» de Kelly Clarkson[4]
- 2009: «3» de Britney Spears[4]
- 2010: «California Gurls» de Katy Perry con Snoop Dogg[4]
- 2010: «Teenage Dream» de Katy Perry[4]
- 2010: «Raise Your Glass» de Pink[4]
- 2011: «Hold It Against Me» de Britney Spears[4]
- 2011: «E.T.» de Katy Perry con Kanye West[4]
- 2011: «Last Friday Night (T.G.I.F.)» de Katy Perry
- 2012: «Part Of Me» de Katy Perry
- 2012: «We Are Never Ever Getting Back Together» de Taylor Swift
- 2012: «One More Night» de Maroon 5
- 2013: «Roar» de Katy Perry
- 2014: «Dark Horse» de Katy Perry con Juicy J
- 2014: «Shake It Off» de Taylor Swift[6]
- 2014: «Blank Space» de Taylor Swift
- 2015: «Bad Blood» de Taylor Swift
- 2015: «Can't Feel My Face» de The Weeknd
- 2016: «Can't Stop the Feeling!» de Justin Timberlake
- 2020: «Blinding Lights» de The Weeknd
- 2021: «Save Your Tears» de The Weeknd y Ariana Grande
- 2021: «My Universe» de Coldplay con BTS
- 2024: «Yes, and?» de Ariana Grande
- 2024: «We Can't Be Friends (Wait for Your Love)» de Ariana Grande

## Premios y distinciones
Premios Óscar
| Año  | Categoría              | Canción                   | Película | Resultado |
| ---- | ---------------------- | ------------------------- | -------- | --------- |
| 2017 | Mejor canción original | «Can't Stop the Feeling!» | Trolls   | Nominado  |

| Año  | Categoría                                 | Trabajo                                 | Resultado |
| ---- | ----------------------------------------- | --------------------------------------- | --------- |
| 1999 | Canción del año                           | I Want It That Way                      | Nominado  |
| 1999 | Grabación del año                         | I Want It That Way                      | Nominado  |
| 1999 | Álbum del año                             | Millennium                              | Nominado  |
| 2010 | Álbum del año                             | Teenage Dream                           | Nominado  |
| 2012 | Grabación del año                         | We Are Never Ever Getting Back Together | Nominado  |
| 2013 | Álbum del año                             | Red                                     | Nominado  |
| 2013 | Canción del año                           | Roar                                    | Nominado  |
| 2014 | Canción del año                           | Shake It Off                            | Nominado  |
| 2014 | Grabación del año                         | Shake It Off                            | Nominado  |
| 2014 | Productor del año, no clásico             | Productor del año, no clásico           | Ganador   |
| 2015 | Canción del año                           | Blank Space                             | Nominado  |
| 2015 | Grabación del año                         | Blank Space                             | Nominado  |
| 2015 | Grabación del año                         | Can't Feel My Face                      | Nominado  |
| 2015 | Mejor canción escrita para medio visuales | Love Me Like You Do                     | Nominado  |
| 2015 | Álbum del año                             | Beauty Behind the Madness               | Nominado  |
| 2015 | Álbum del año                             | 1989                                    | Ganador   |
| 2015 | Mejor álbum vocal de pop                  | 1989                                    | Ganador   |
| 2016 | Mejor canción escrita para medio visuales | Just Like Fire                          | Nominado  |
| 2016 | Mejor canción escrita para medio visuales | Can't Stop the Feeling!                 | Ganador   |
| 2016 | Productor del año, no clásico             | Productor del año, no clásico           | Nominado  |
| 2016 | Álbum del año                             | 25                                      | Ganador   |
| 2019 | Álbum del año                             | thank u, next                           | Nominado  |
| 2022 | Álbum del año                             | 30                                      | Nominado  |
| 2022 | Álbum del año                             | Special                                 | Nominado  |
| 2022 | Álbum del año                             | Music of the Spheres                    | Nominado  |
| 2024 | Mejor grabación pop dance                 | Yes, And?                               | Nominado  |